# Seiji Kubo
Seiji Kubo (久保 政二 Kubo Seiji?), född 21 augusti 1973 i Ibaraki prefektur, är en japansk tidigare fotbollsspelare.
Kubo började sin karriär 1992 i Nagoya Grampus Eight. Med Nagoya Grampus Eight vann han japanska cupen 1995. Han avslutade karriären 1995.